# Leptotettix voluptarius
Leptotettix voluptarius är en insektsart som beskrevs av Brunner von Wattenwyl 1895. Leptotettix voluptarius ingår i släktet Leptotettix och familjen vårtbitare.

## Underarter
Arten delas in i följande underarter:
- L. v. voluptarius
- L. v. distinctus